# Ashikaga Yoshihisa
Ashikaga Yoshihisa (tiếng Nhật: 足利 義尚; 11 tháng 12 năm 1465 — 26 tháng 4 năm 1489) là shogun thứ 9 của Mạc phủ Ashikaga ở Nhật Bản, nắm quyền từ năm 1473 đến năm 1489.